# Rudolf Bayer (Architekt)

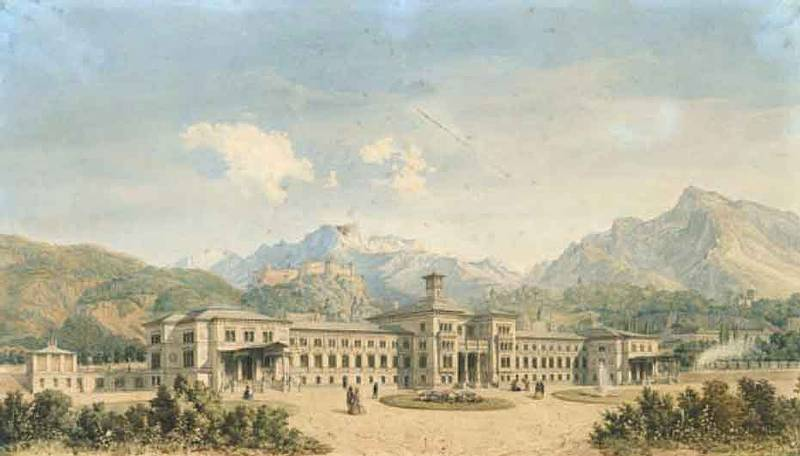
Hauptbahnhof Salzburg, Gemälde des Empfangsgebäudes um 1870

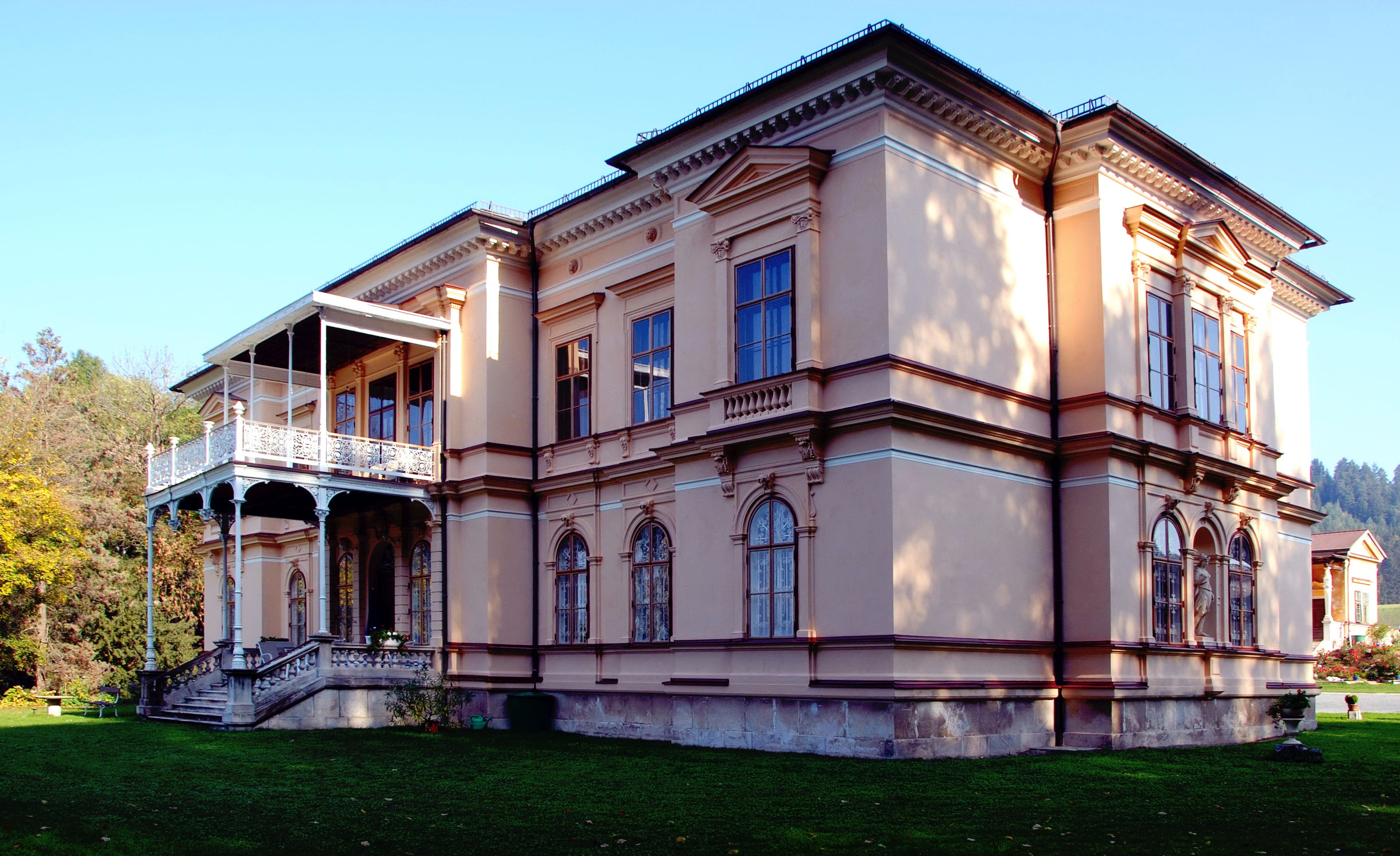
Schloss Rottenstein, Kärnten

Franz Rudolf Bayer (* 20. Februar 1825 in Wien; † 4. Juli 1878 in Dresden) war ein österreichischer Architekt und Bauingenieur. Er war der Sohn des Hofschauspielers Franz Rudolf Bayer (1780–1860). Seine Schwester war die Schauspielerin Marie Bayer-Bürck (1820–1910). 

## Bauwerke
- 1860: Salzburg Hauptbahnhof (Ausführung durch Bauunternehmer Carl von Schwarz, am 12. August 1860 offiziell eröffnet)
- 1863–1869: Wohn- und Geschäftshaus in Wien 6, Getreidemarkt 17 / Mariahilfer Straße 1 (gemeinsam mit Otto Thienemann)
- 1870: Schloss Rottenstein bei St. Georgen am Längsee (Kärnten) für Gustav von Egger
Es entstand mit den erfolgten großzügigen Umbauten, einer äußerst gediegenen Ausstattung sowie der Errichtung von weiteren Nebengebäuden wie unter anderem einem eigenen Badehaus ein in Kärnten wohl einmaliges durchkomponiertes Gesamtkunstwerk des Historismus.